# Spalangia afra
Spalangia afra är en stekelart som beskrevs av Filippo Silvestri 1913. Spalangia afra ingår i släktet Spalangia och familjen puppglanssteklar.
Artens utbredningsområde är:
- Nigeria.
- Tanzania.

Inga underarter finns listade i Catalogue of Life.